# هنینگ گرینیسن
هنینگ گرینیسن (انگلیسی: Henning Grieneisen؛ زادهٔ ۹ سپتامبر ۱۹۸۴) بازیکن فوتبال اهل آلمان است.
از باشگاه‌هایی که در آن بازی کرده‌است می‌توان به باشگاه فوتبال هولشتاین کیل، باشگاه فوتبال اسنابروک، و باشگاه فوتبال آرمینیا بیله‌فلد اشاره کرد.